# Canton de Merville
Le canton de Merville est un ancien canton français, situé dans le département du Nord et la région Nord-Pas-de-Calais.

## Composition
Le canton de Merville regroupait les communes suivantes :
| Nom                  | Code Insee | Intercommunalité   | Population (dernière pop. légale) |
| -------------------- | ---------- | ------------------ | --------------------------------- |
| Merville (chef-lieu) | 59400      | CC Flandre Lys     | 9 835 (2014)                      |
| Le Doulieu           | 59180      | CA Cœur de Flandre | 1 431 (2014)                      |
| Estaires             | 59212      | CC Flandre Lys     | 6 230 (2014)                      |
| La Gorgue            | 59268      | CC Flandre Lys     | 5 777 (2014)                      |
| Haverskerque         | 59293      | CC Flandre Lys     | 1 475 (2014)                      |
| Neuf-Berquin         | 59423      | CA Cœur de Flandre | 1 226 (2014)                      |

## Représentation
| Période                   | Identité                           | Parti                    | Qualité |
| ------------------------- | ---------------------------------- | ------------------------ | --- |
| 1833-1858                 | Benjamin de Gruson                 |                          | Brasseur, propriétaire à Merville |
| 1859-Juillet 1870 (décès) | César Duquenne                     | Conservateur             | Industriel, Député du Nord (1849-1851), Député du Nord à l'Assemblée nationale constituante (1848-1849), Conseiller d'Arrondissement d'Hazebrouck (1833-1858), Maire de La Gorgue (1830-1836) et (1843-1870)             |
| Août 1870-1899 (décès)    | Adolphe Duquenne                   | Conservateur             | Industriel à La Gorgue |
| 1899-1910                 | César Duquenne (fils du précédent) | Conservateur             | Négociant à La Gorgue |
| 1910-1919                 | Louis Demon                        | Rad.                     | Ingénieur, Industriel à Merville |
| 1919-1922                 | Orphée Variscotte (1886-1968)      | Rad                      | Industriel, Maire de Merville (1908-1912) et (1919-1925) |
| 1922-1928                 | Louis Loucheur                     | RG                       | Sous-secrétaire d'État (1916-1917) Ministre (1917-1920, 1921-1931), Député de la 1re circonscription d'Avesnes (1924-1931), Député du Nord (1919-1924) Conseiller général du Canton d'Avesnes-sur-Helpe-Nord (1928-1931) |
| 1928-1940                 | Auguste Watine-Lotthé              | URD                      | Industriel Maire d'Estaires (1914-1944) Nommé conseiller départemental en 1943 |
|                           |                                    |                          | |
| 1945-1957 (décès)         | Pierre Lefrancq (1890-1957)        | DVD                      | Industriel Maire d'Estaires (1947-1953) |
| 15 septembre 1957-1964    | Louis Pétillon                     | CNIP                     | Médecin, Maire d'Estaires (1962) , suppléant du député Auguste Damette (1958-1962) |
| 1964-1968 (décès)         | Frédéric de Jonghe (1895-1968)     | SFIO                     | Ajusteur Maire de Merville (1949-1968) |
| 28 juillet 1968-1988      | Robert Devos (1910-1992)           | CD puis UDF-CDS          | Ouvrier agricole, syndicaliste CFTC Maire de Neuf-Berquin |
| 1988-2001                 | Alfred Foy                         | DVD                      | Professeur de collège, Sénateur du Nord (1992-2001), Maire de Merville (1983-1995) |
| 2001- 2008                | Josette Fruchart                   | Union pour le Nord (UMP) | Gérante Maire d'Estaires (1998-2008) |
| 2008-2015                 | Jacques Parent                     | PS                       | Gérant de société, maire de Merville (2008-2014) |

### Conseillers d'arrondissement de 1833 à 1940
Le canton de Merville avait deux conseillers d'arrondissement.
Il appartenait l'arrondissement d'Hazebrouck jusqu'à sa disparition en 1926.
| Période | Période | Identité                                            | Étiquette | Qualité |
| ------- | ------- | --------------------------------------------------- | --------- | --- |
| 1833    | 1858    | César Duquenne                                      |           | Meunier, propriétaire, maire de La Gorgue                                                                   |
| 1833    | 1842    | M. Salomé                                           |           | Propriétaire à Estaires                                                                                     |
| 1842    | 1848    | Louis Édouard Marie Hennion (1804-1892)             |           | Notaire à Estaires                                                                                          |
|         |         |                                                     |           | |
| 1880    |         | Louis-Edouard-Marie Hennion (1804-1892)             |           | Notaire à Estaires                                                                                          |
| 1880    |         | Emile Bouilliez (1836-1900)                         |           | Propriétaire agriculteur à Merville, Président du Conseil d'arrondissement                                  |
|         |         |                                                     |           | |
| 1895    | 1913    | Désiré Dupont                                       | Libéral   | Industriel, maire d'Estaires                                                                                |
| 1895    | 1913    | Léon Duhamel                                        | Libéral   | Industriel à Merville                                                                                       |
| 1913    | 1919    | Paul Watine (1845-1930)                             | Libéral   | Négociant, adjoint au maire d'Estaires                                                                      |
| 1913    | 1919    | Jean Bouilliez                                      | Libéral   | Maire de Merville                                                                                           |
| 1919    | 1940    | Gustave Hennion                                     | FR        | Minotier à Merville                                                                                         |
| 1919    | 1928    | Auguste Watine-Lotthé (1875-1944, fils de P.Watine) | Entente   | Industriel, maire d'Estaires (1924-1944)                                                                    |
| 1931    | 1940    | Henri Ducroquet (1877-1967)                         | FR        | Agriculteur et négociant, maire de La Gorgue                                                                |
| 1940    |         |                                                     |           | Les conseils d'arrondissement ont été suspendus par la loi du 12 octobre 1940 et n'ont jamais été réactivés |

## Démographie
| 1962   | 1968   | 1975   | 1982   | 1990   | 1999   | 2006   | 2011   | 2012   |
| ------ | ------ | ------ | ------ | ------ | ------ | ------ | ------ | ------ |
| 20 162 | 20 440 | 20 815 | 22 019 | 23 041 | 23 626 | 24 449 | 25 244 | 25 467 |

### Pyramide des âges
Comparaison des pyramides des âges du Canton de Merville et du département du Nord en 2006
| Hommes | Classe d’âge   | Femmes |
| ------ | -------------- | ------ |
| 0,2    | 90 ans et plus | 0,9    |
| 4,5    | 75 à 89 ans    | 7,7    |
| 10,2   | 60 à 74 ans    | 12     |
| 19,8   | 45 à 59 ans    | 18,8   |
| 21,9   | 30 à 44 ans    | 21,4   |
| 19,9   | 15 à 29 ans    | 18,3   |
| 23,5   | 0 à 14 ans     | 21     |

| Hommes | Classe d’âge   | Femmes |
| ------ | -------------- | ------ |
| 0,2    | 90 ans et plus | 0,8    |
| 4,3    | 75 à 89 ans    | 7,9    |
| 10,3   | 60 à 74 ans    | 11,9   |
| 19,7   | 45 à 59 ans    | 19,4   |
| 21,1   | 30 à 44 ans    | 20,1   |
| 22,6   | 15 à 29 ans    | 21     |
| 21,6   | 0 à 14 ans     | 19     |